# Kloster Michelsberg

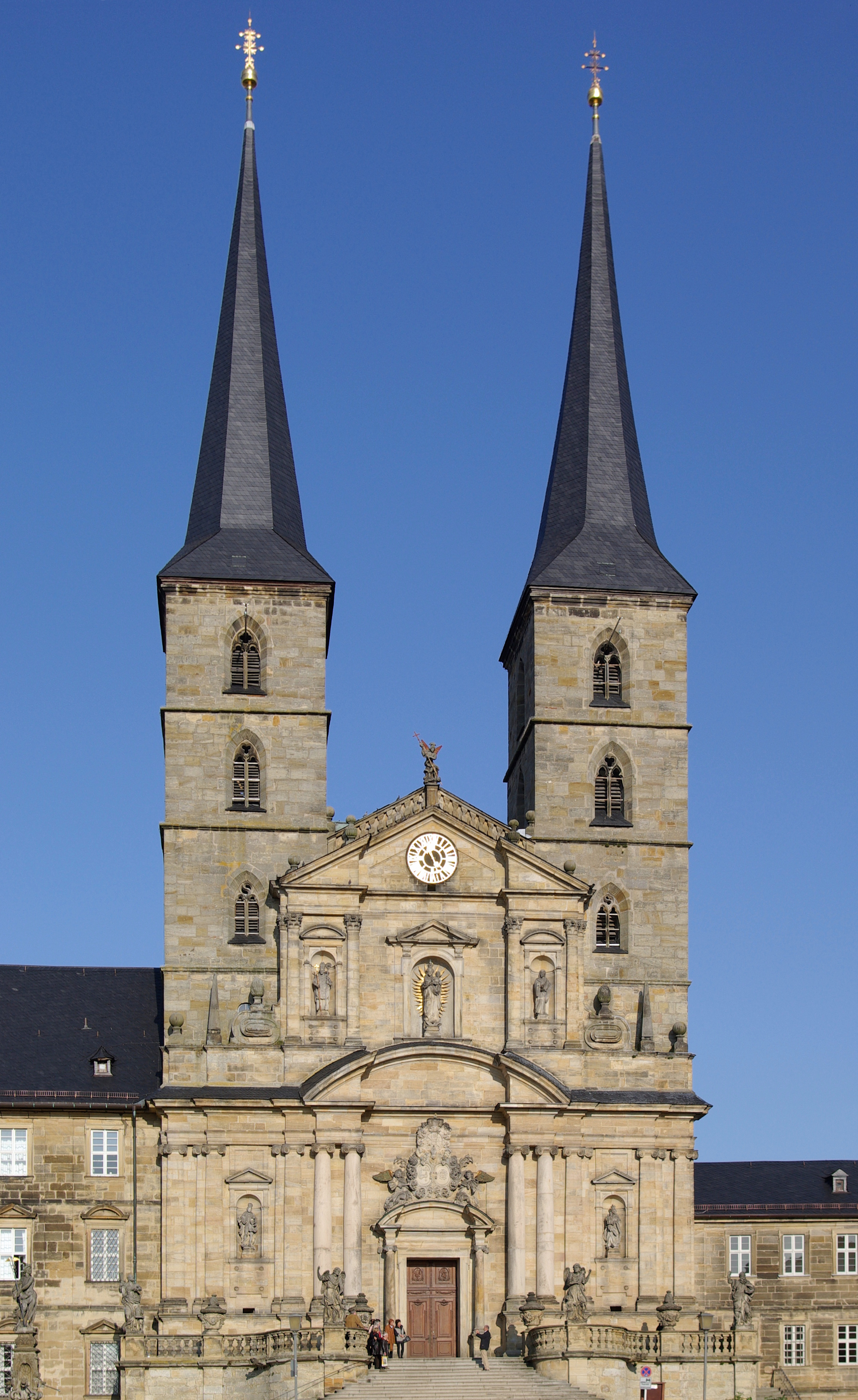
Frontansicht der Klosterkirche

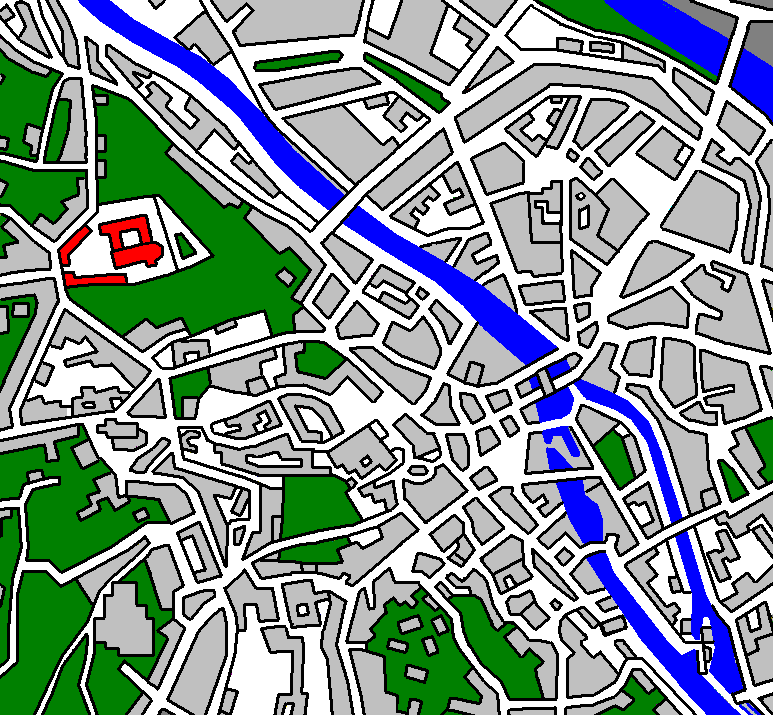
Lage in der Bamberger Altstadt

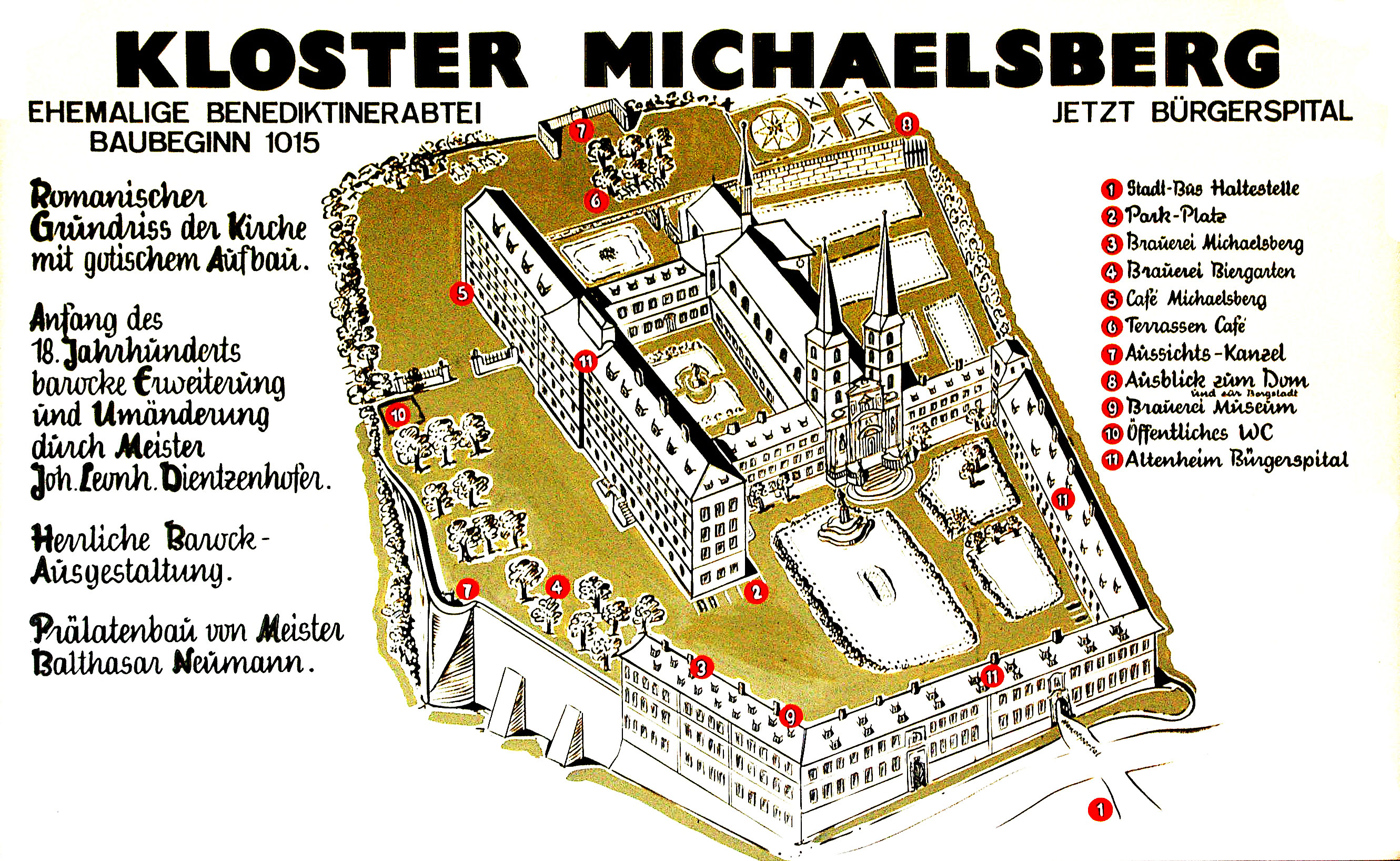
Planskizze der Klosteranlagen

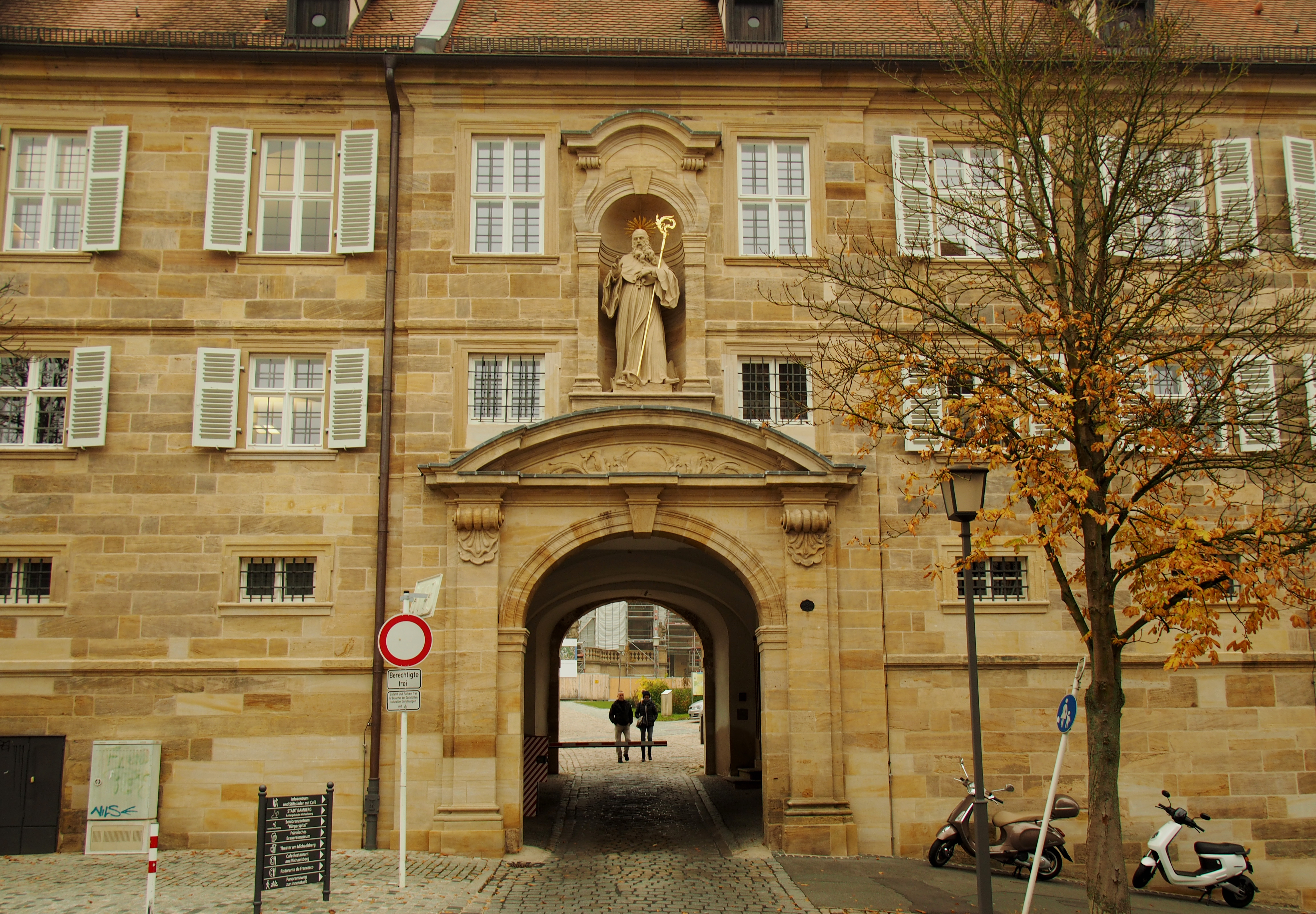
Haupteinfahrtstor

Kloster Michelsberg (auch Michaelsberg) ist eine ehemalige Benediktinerabtei in Bamberg in Bayern in der Erzdiözese Bamberg. Nach seiner Auflösung 1803 wurden die Räumlichkeiten für das dorthin verlegte Vereinigte Katharinen- und Elisabethen-Spital verwendet. Dieses Seniorenheim befindet sich dort noch heute.

## Geschichte
Nach Errichtung des Bistums Bamberg durch Kaiser Heinrich II. gründete der erste Bischof von Bamberg, Eberhard, 1015 das Benediktinerkloster St. Michael als bischöfliches Eigenkloster. Demgemäß unterstand der jeweilige Abt ausschließlich dem Bischof von Bamberg. Die Mönche für den Michelsberg kamen anfänglich aus den Abteien Amorbach und Fulda.
Die erste Blüte erlebte das Kloster unter dem Bamberger Bischof Otto im 12. Jahrhundert, insbesondere mit der Heiligsprechung des in der Klosterkirche beigesetzten Förderers des Klosters, Bischof Otto, im Jahr 1189 und dem päpstlichen Schutz der Abtei. Ab 1251 erlangte die Abtei Michelsberg zunehmende Unabhängigkeit vom Bamberger Bischofsstuhl. Die Verleihung der Pontifikalien an die Äbte erfolgte vor dem Jahr 1185. Die bedeutendste wirtschaftliche Grundlage des Klosters gründete auf seinem großen Grundbesitz in 441 Orten des Bistums. Im 15. Jahrhundert wurde die Lebensweise der Mönche durch die Grundsätze der Kastler Reform – zeitweise – wieder strenger an der Regula Benedicti ausgerichtet.
1435 wurde das Kloster im Konflikt mit der Bürgerschaft der Stadt Bamberg geplündert. In Mitleidenschaft geriet das Kloster Michelsberg auch im Bauernkrieg von 1525, im Zweiten Markgrafenkrieg und bei der mehrjährigen Besetzung durch die Schweden im Dreißigjährigen Krieg. Eine neue Blütezeit erlebte die Benediktinerabtei dann wieder im 17. und 18. Jahrhundert.
Bei der Säkularisation im Jahr 1802 verfügte das Kloster noch über einen stattlichen Besitz in der Stadt Bamberg und in nicht weniger als 141 Orten des Umlandes. Am 30. November 1802 beschlagnahmten bayerische Truppen den Besitz des Klosters. Die Klosterbibliothek wurde in die 1803 gegründete Kurfürstliche Bibliothek Bamberg (die heutige Staatsbibliothek Bamberg) überführt. Die 24 verbliebenen Mönche mussten das Kloster verlassen. Das Kloster kam in den Besitz der Stadt Bamberg, die schon im November 1803 auf Bitten der Bürgerschaft die alten Spitäler aus der Innenstadt auf den Michelsberg verlegte. Das Bürgerspital besteht heute noch.

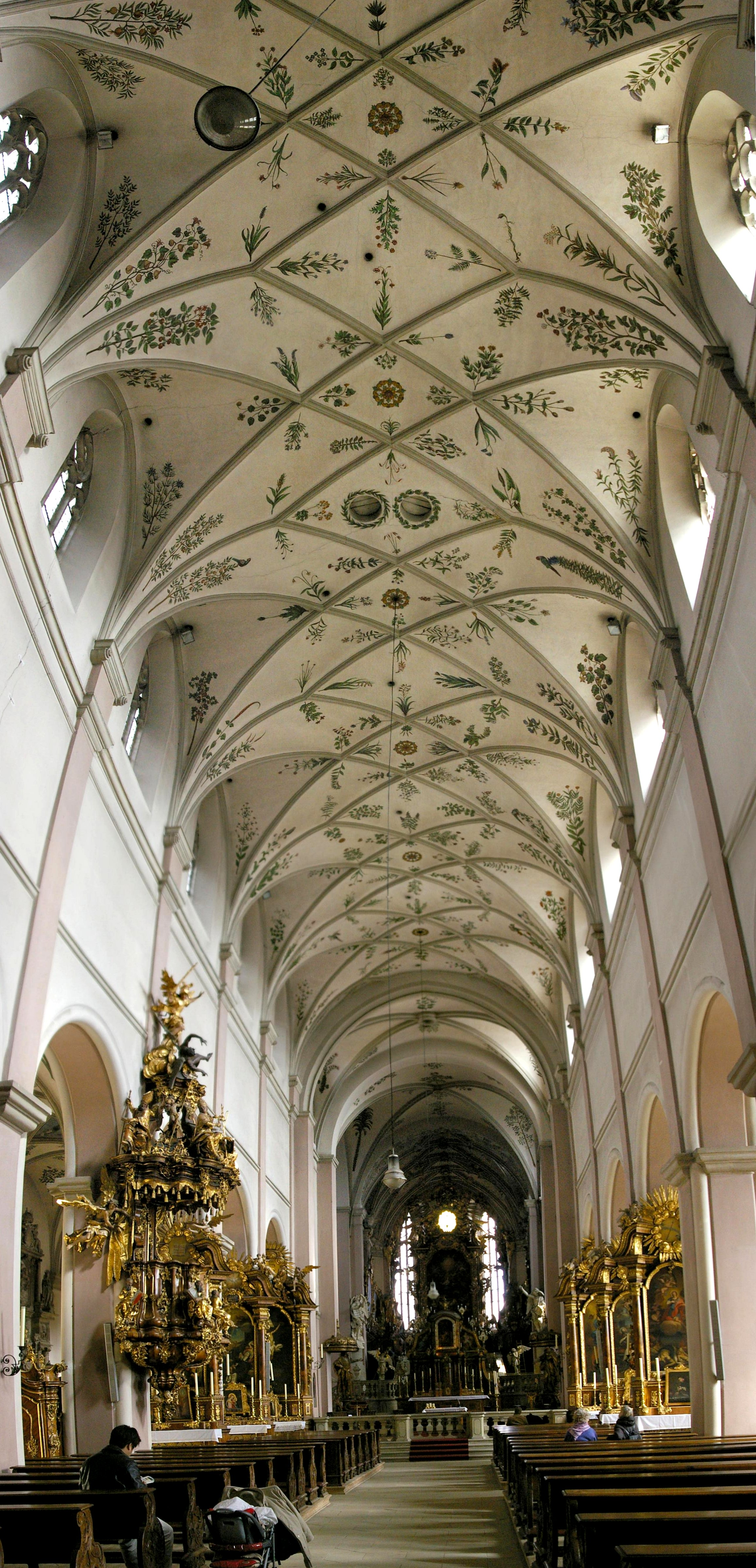
Hauptschiff der Klosterkirche

## Klosterkirche
Die erste Kirche entstand um das Jahr 1015 und fiel vermutlich 1117 einem Erdbeben zum Opfer. Der heutige Bau ist eine im Kern romanische Kirche, die 1121 eingeweiht wurde. 1610 wurde sie bei einem Brand beschädigt, weshalb das Langhaus mit der 1617 vollendeten Deckenkomposition des Himmelsgartens und der Westbau mit den zwei Westtürmen so gut wie neu errichtet werden mussten. Das bis heute erhaltene Orgelprospekt wurde auch bald nach dem Brand 1610 errichtet und ist ein bedeutendes Werk der deutschen Spätrenaissance. Ab 1696 gestaltete Leonhard Dientzenhofer unter Abt Christoph Ernst eine zweigeschossige barocke Außenfassade. Johann Dientzenhofer gestaltete 1723 die vorgelagerte Terrasse. Die ehemalige Abteikirche St. Michael ist heute eine Filialkirche der Dompfarrei.
1833 wurden dort die auf Weisung König Ludwigs I. aus dem Dom entfernten Grabdenkmäler der Bamberger Bischöfe aus dem 16. bis 18. Jahrhundert aufgestellt. In ihrem Bamberg-Reiseführer aus dem Jahr 1912 schrieben Schneider und Ament über das Kloster Michelsberg:
„Ein ganz fremder Bestandteil der Kirchenausstattung sind jene fürstbischöflichen Grabdenkmäler, welche auf Anordnung König Ludwigs I. bei der Restauration des Domes als nicht stilgemäß aus diesem entfernt und in die Michelskirche versetzt wurden“.
Im Spätherbst 2012 wurden erhebliche Bauschäden festgestellt, so dass aufwändige Sanierungsarbeiten notwendig sind und die Kirche seit dieser Zeit nicht mehr zugänglich ist. Diese Sanierungsmaßnahmen an der Kirche werden bis Ende 2025 dauern, die am Gesamtkomplex voraussichtlich bis 2035. Die Wiedereröffnung der Kirche für die Öffentlichkeit ist für das erste Halbjahr 2026 geplant. Von den voraussichtlich 110 Millionen Euro an Gesamtkosten müssen die Stadt und die Bürgerspitalstiftung als Eigentümerin nur jeweils 10 Prozent tragen, die übrigen 80 Prozent kommen aus einer Anschubfinanzierung des Bundes sowie der Unterstützung der Oberfrankenstiftung, des Bayerischen Landesamts für Denkmalpflege und der Regierung von Oberfranken.

### Mittelschiff mit Herbarium
Den Blickfang beim Eintritt in die Kirche bilden neben dem Choraltar ohne Architektur die Kanzel und die Gewölbedecke mit Kräutern, Blumen und Tieren, die sich auch in den Seitenschiffen fortsetzt.
Das Deckengemälde zeigt den gleichsam als für das Paradies stehenden gemalten Garten mit fast 600 verschiedenen Pflanzen. Die Decken des Mittelschiffs, der Seitenschiffe, des Querschiffs, der Vierung und der Westempore sind mit insgesamt 580 Pflanzen bemalt, darunter so exotische Gewächse wie Ananas, Baumwolle, Granatapfel oder Tabak und auch einheimische Bäume, Sträucher und Gräser wie Apfel, Birne, Brombeere und Buche. Die Einheimischen bezeichnen die von vier Malern 1617 vollendete Deckenkomposition als Kräutergarten oder Himmelsgarten, was auf die klösterlichen Kräutergärten hinweist.
Die Pflanzen unterschiedlicher Provenienz darstellende Deckenbemalung entstand etwa 1610 bis 1614 und hatte wohl (ebenso wie die Allendorf-Kapelle in Würzburg) eine in Bamberg aufbewahrte Ausgabe eines Herbariums von Matthias de L’Obel zur Bildvorlage.
Auch Pflanzen, die erst im 16. Jahrhundert in Deutschland bekannt wurden, sind auf dem Gewölbe dargestellt. Dazu gehören zum Beispiel Flieder, Jasmin und Goldregen. Sie gelangten über den in Wien tätigen Naturforscher Carolus Clusius nach Bamberg. Die Maler des Herbariums bezogen auch aus Druckschriften Anleihen.

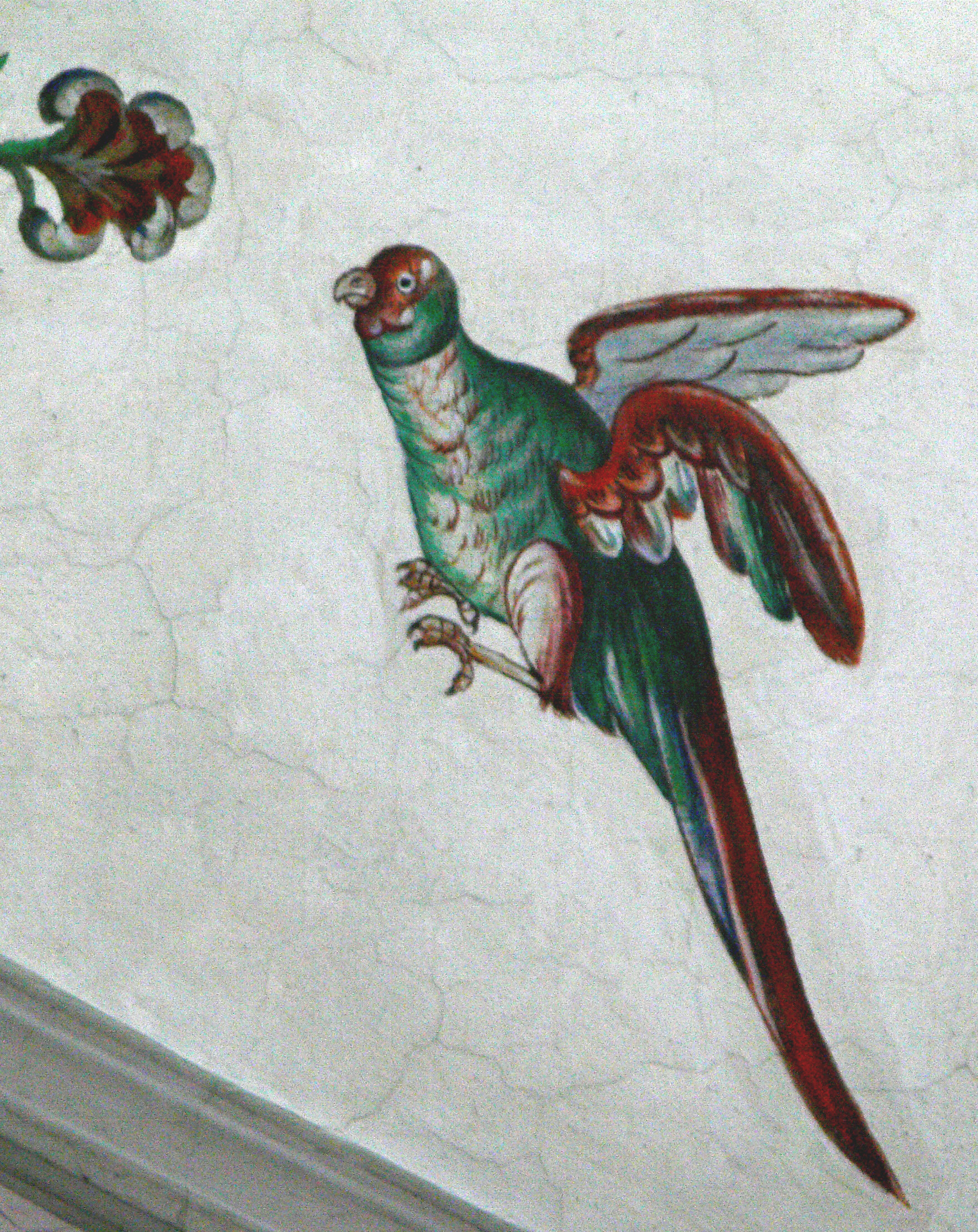
Vogeldarstellung vom Deckengemälde
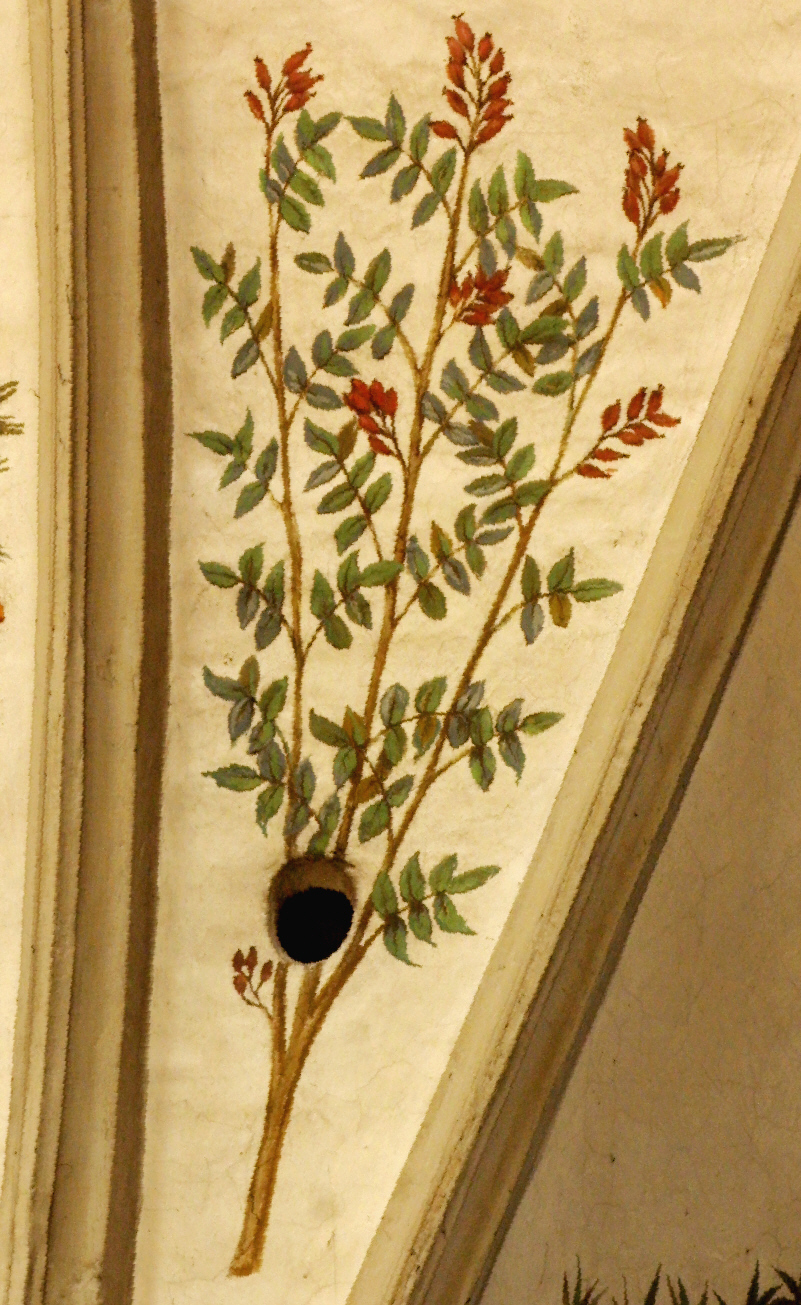
Süßholz aus dem paradiesischen Garten
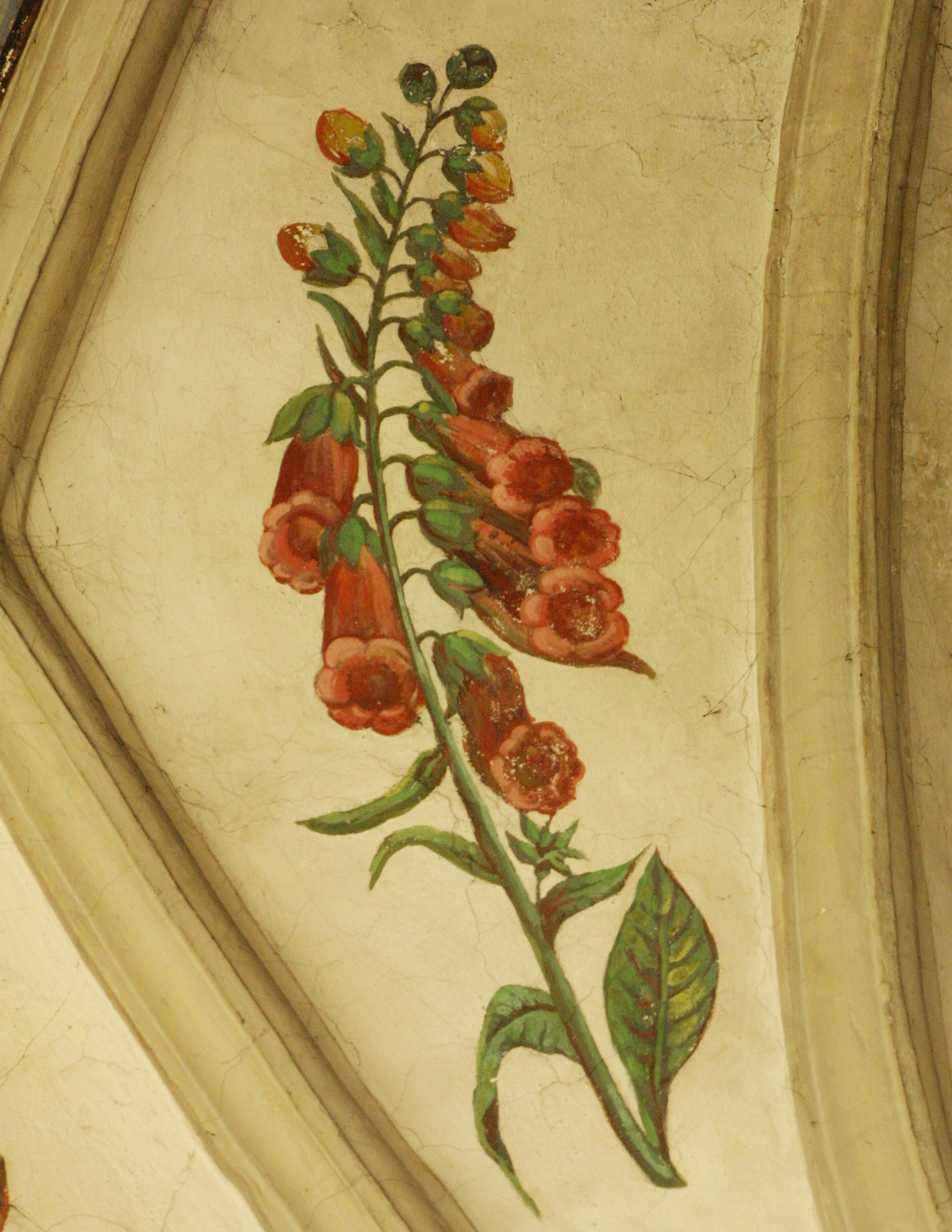
Fingerhut aus dem Herbarium
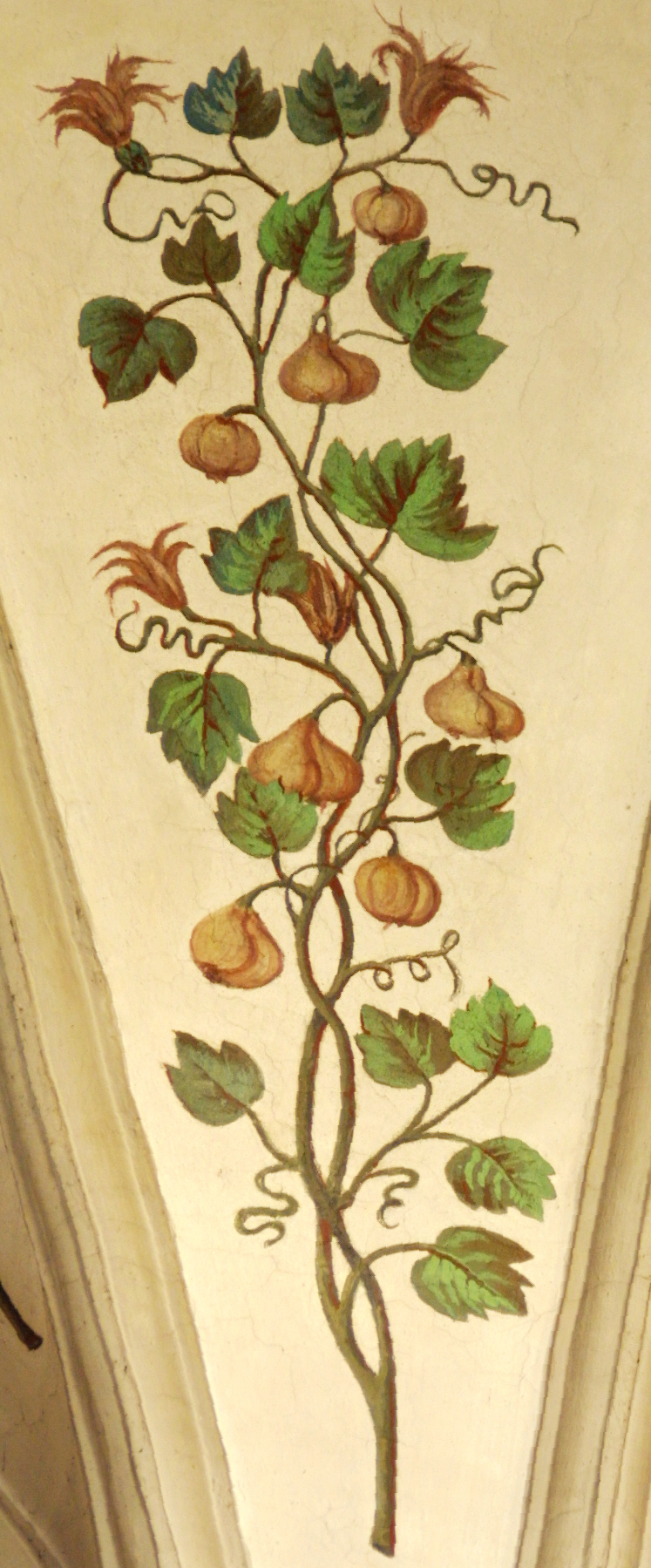
Kürbis vom Gewölbe des Mittelschiffs
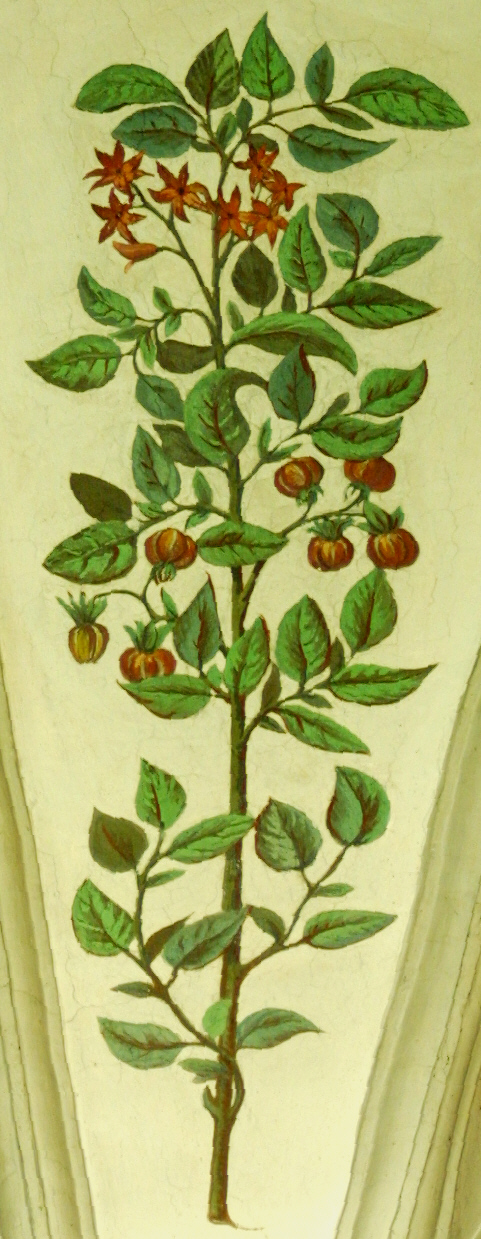
Tomatenpflanze vom Deckengemälde

Die Gemälde in den Gewölbefeldern der Seitenschiffe wurden erst im 18. Jahrhundert, gut einhundert Jahre später, aufgebracht. Mehrere Singvögel und sechs Papageien bilden die einzigen Tiere auf den Deckengemälden.
Fast alle Pflanzen sind in blühendem oder Frucht tragendem Zustand abgebildet. Dabei sind Fehler in der Darstellung inklusive der Farbwiedergabe selten: Lediglich die Blüte der Bohne ist gelb statt weiß gemalt. In der Anordnung gibt es Schwerpunkte. Diese sind offensichtlich bedingt durch die Einordnung der Pflanzen nach Hierarchien. Die Malereien scheinen sich an Albertus Magnus zu orientieren, der die Bäume als vollkommenste Pflanzen beschrieb. Die von ihm am wenigsten geschätzten Gewächse, Pilze und Feldfrüchte, sind nicht dargestellt. In der Vierung und im Querhaus herrschen Bäume und Sträucher vor, im Mittelschiff liegt der Schwerpunkt auf Obstgehölz. In den Seitenschiffen sind vorwiegend Blumen mit kräftigen Blüten wie Narzissen und Enziane dargestellt.
Die Kunsthistorikerin Cornelia Skodock sieht Zusammenhänge zwischen den Deckengemälden und der Zeit, in der sie entstanden. Die Malereien sollten zwar die gesamte bekannte Flora repräsentieren, aber sie seien auch als Verehrung der Schöpfung zu werten und könnten als eine gegenreformatorische Maßnahme verstanden werden.

### Linkes (nördliches) Seitenschiff
Im linken Seitenschiff befinden sich sieben Grabdenkmäler von Fürstbischöfen des Hochstifts Bamberg, welche aus dem Dom dorthin versetzt wurden:
- Weigand von Redwitz († 1556)
- Johann Philipp von Gebsattel († 1609)
- Johann Georg I. Zobel von Giebelstadt († 1580)
- Ernst von Mengersdorf († 1591)
- Melchior Otto Voit von Salzburg († 1653)
- Neidhardt von Thüngen († 1598)
- Veit II. von Würtzburg († 1577)

Im linken Seitenschiff befinden sich des Weiteren:
- Seitenaltäre
- Nischen-Seiten-Altar
- Figuren seitlich des Sakristei-Eingangs
- Chor
- Choraltar
- Chorgestühl
- Orgel
- Otto-Altar

### Krypta mit Grab des heiligen Bischofs Otto I.
Die Krypta entstand durch Einbau des Chores in der Barockzeit. Sie wird auch als Museum zum Leben des Bamberger Bischofs Otto I. (1060–1139) genutzt. Sein Hochgrab an der Westseite der Krypta entstand in der ersten Hälfte des 15. Jahrhunderts und ist mit dem davor stehenden Otto-Altar verbunden. Es weist die Besonderheit auf, dass es über einen Durchschlupf verfügt, der es den Pilgern ermöglichte, den Reliquien des 1189 heiliggesprochenen Bischofs beim Durchschlüpfen ganz nahe zu kommen und durch die gebückte Haltung ihre Verehrung zu erweisen. Bis heute pilgern Gläubige zu diesem Hochgrab, das beim Durchschlüpfen von Rückenleiden befreien soll.
Reliefs an der Nordseite:

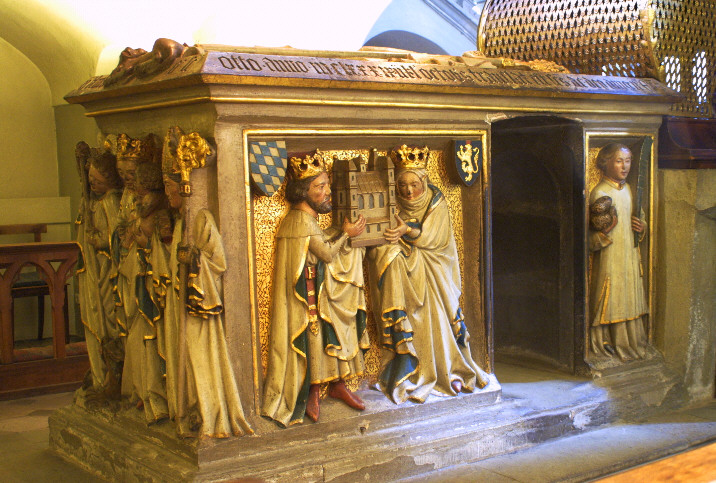
Hochgrab des Bischofs Otto I. (Anfang 15. Jahrhundert) mit Durchschlupf für die Pilger

- links neben dem Durchschlupf die Heiligen Heinrich II. und Kunigunde mit dem Modell des Bamberger Domes, im Relief oben links das Wappen des Herzogtums Bayern und gegenüber das Wappen des Hochstifts Bamberg
- rechts neben dem Durchschlupf Stephanus (in der Dalmatik des Diakons mit Märtyrerpalme und Steinen seines Martyriums)

Reliefs an der Ostseite:
Erzengel Michael, Maria mit Kind und ein heiliger Bischof (Bischof Otto I. von Bamberg oder der Frankenapostel Kilian)
Reliefs an der Südseite:
- links neben dem Durchschlupf Laurentius im Gewand des Diakons und mit dem Rost als seinem Attribut
- rechts neben den Durchschlupf Johannes der Evangelist mit Buch und Adler und Johannes der Täufer mit dem Gotteslamm.[6]

Die Deckplatte enthält die Ganz-Körperfigur des Bischofs Otto, an dessen unterer linken Seite ein bisher nicht näher bezeichneter Abt kniet, und dreiseitig einen Schriftzug. Außerdem ist am Grab die einzige farbige Darstellung eines draco bambergensis, eines Bamberger Drachen, angebracht.

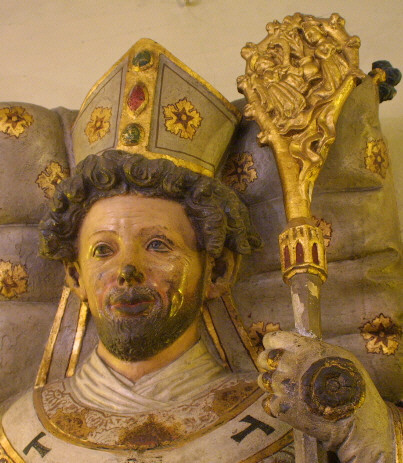
Alte Grabplatte (um 1280) des verlorenen ersten Hochgrabes von Bischof Otto I.

An der Ostwand der Krypta befindet sich die alte Grabplatte des verlorengegangenen ersten Hochgrabes (um 1280) von Bischof Otto I. (mit Pallium, Bischofsstab, Mitra und Buch).

### Rechtes (südliches) Seitenschiff
Auch das rechte Seitenschiff an der Außenmauer enthält drei Grabdenkmäler von Fürstbischöfen aus dem Dom zu Bamberg für
- Johann Philipp Anton Freiherr von und zu Franckenstein († 1753)
- Adam Friedrich von Seinsheim († 1779)
- Franz Konrad von Stadion und Thannhausen († 1757)

Dort befinden sich auch ein Erinnerungsmal für Gefallene im Ersten Weltkrieg sowie
- ein Nischen-Seiten-Altar
- der Hochaltar
- Seitenaltäre
- die Kanzel
- das Chorgestühl
- Bilder aus dem Leben des Bischofs Otto
- Figuren am Ausgang der Kirche

### Neben-Kapellen
- Marienkapelle
- Heilig-Grab-Kapelle

Innenansichten
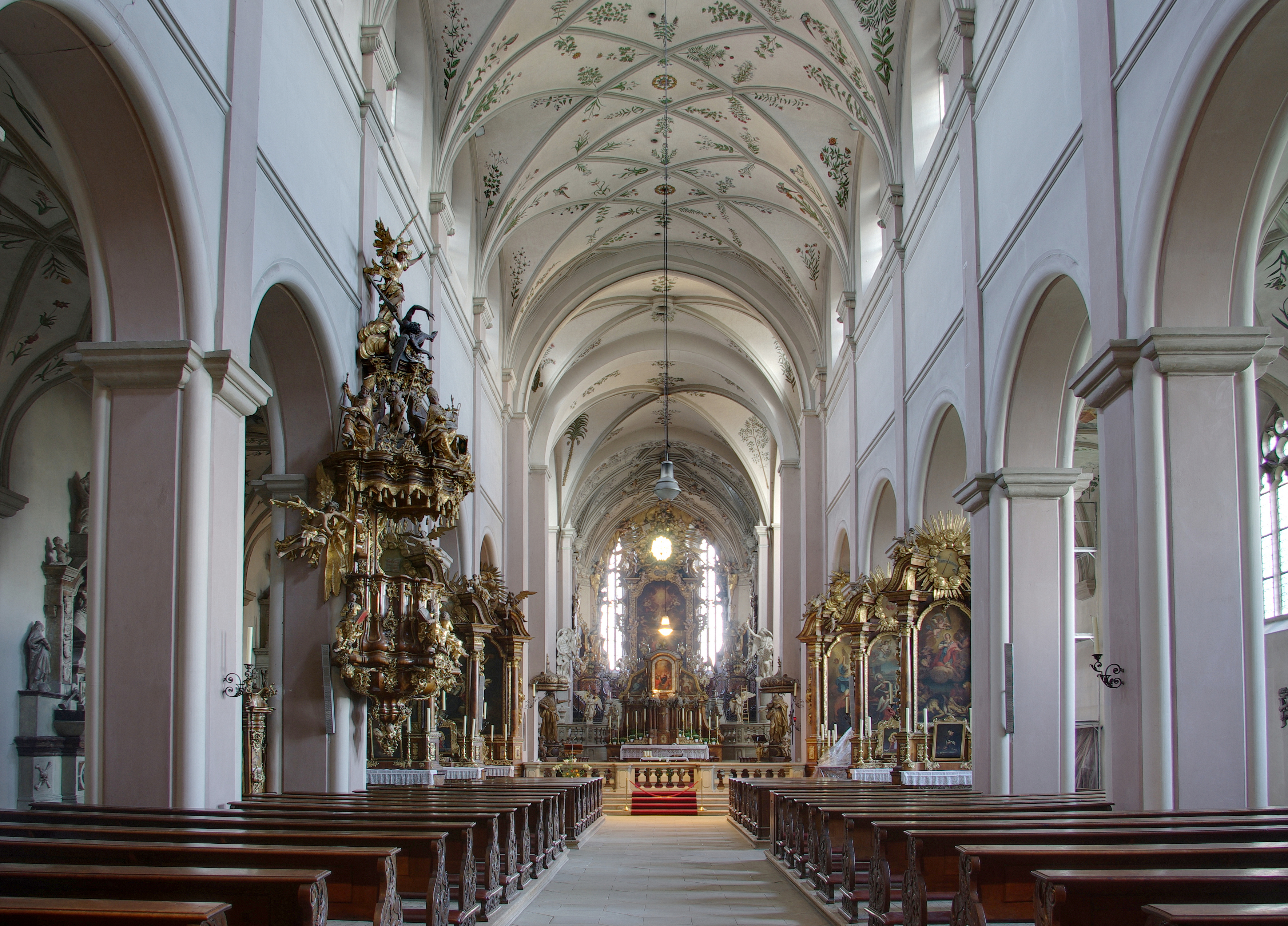
Innenraum, Blick vom Eingang zum Altar
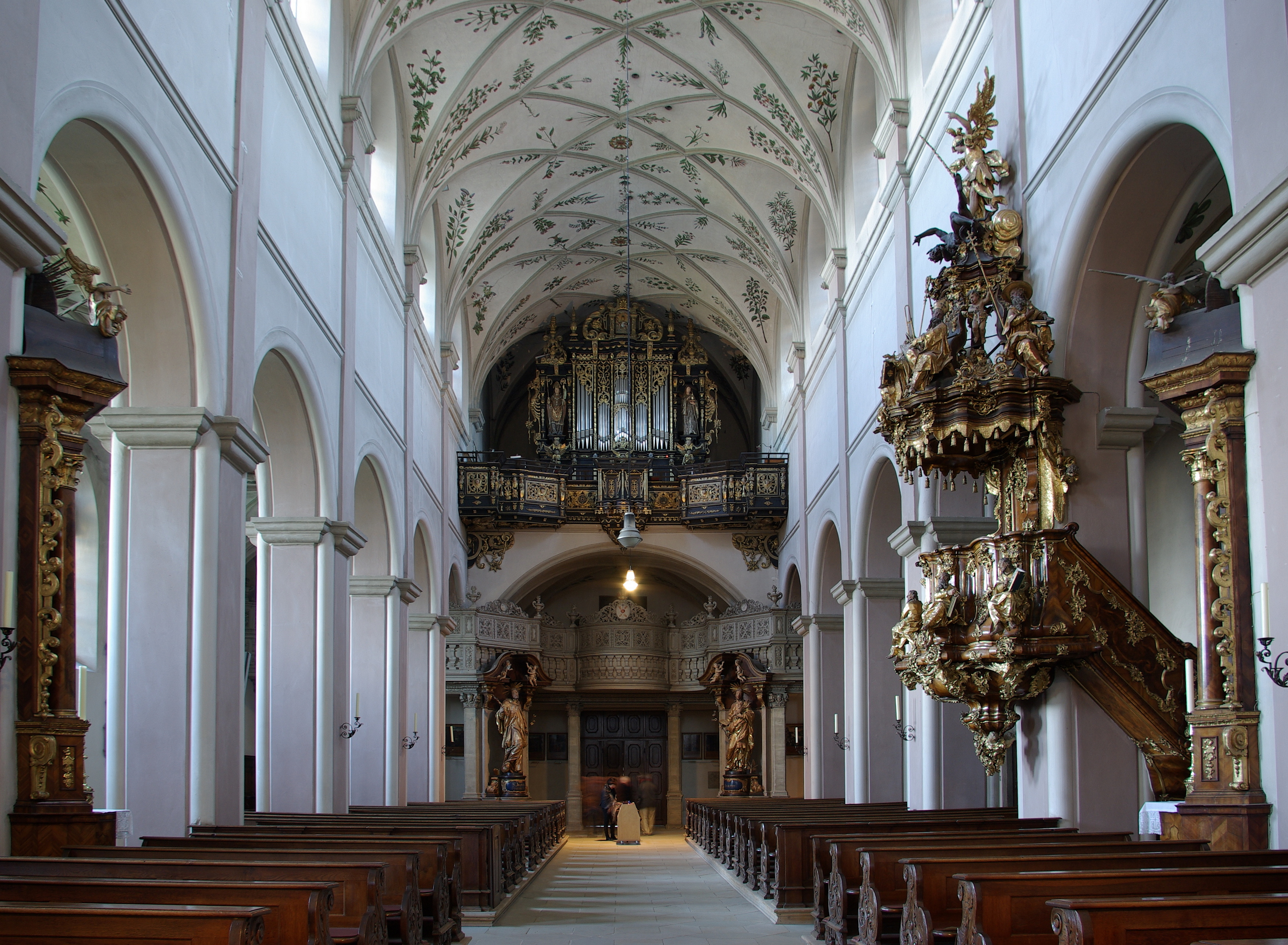
Innenraum, Blick vom Altar zur Orgel
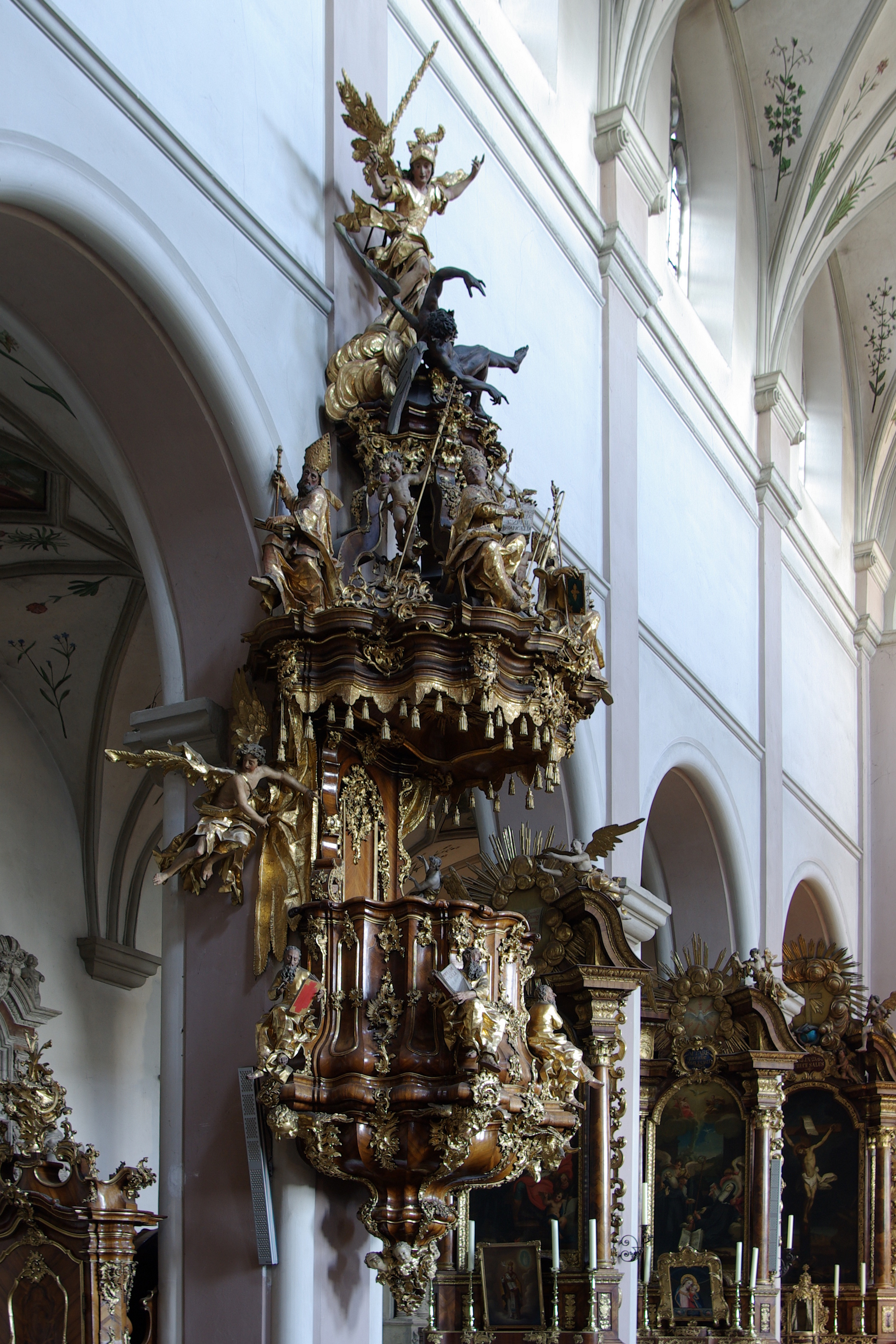
Kanzel
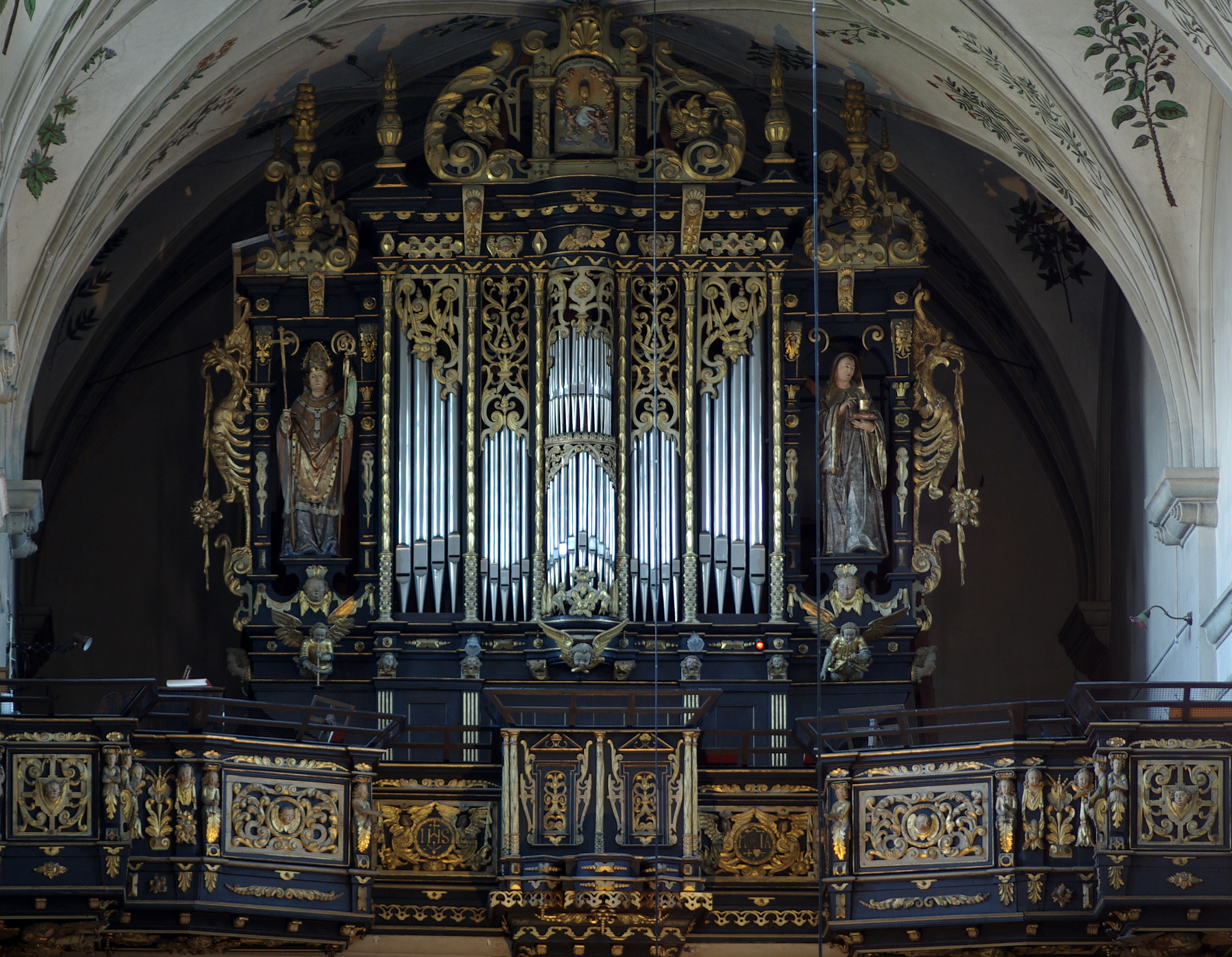
Orgel
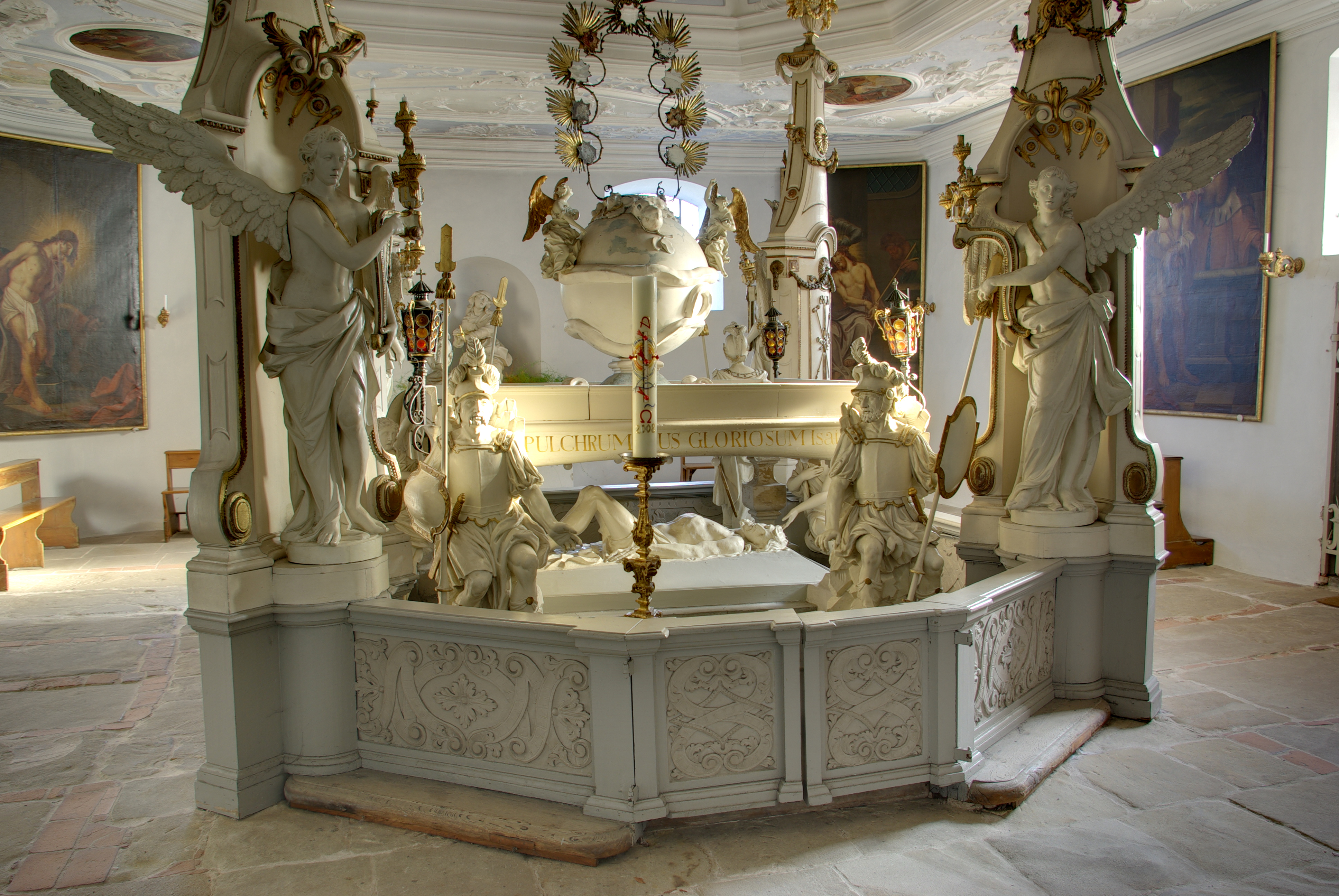
Heilig-Grab-Kapelle: Leichnam Jesu und Wächter (um 1730)
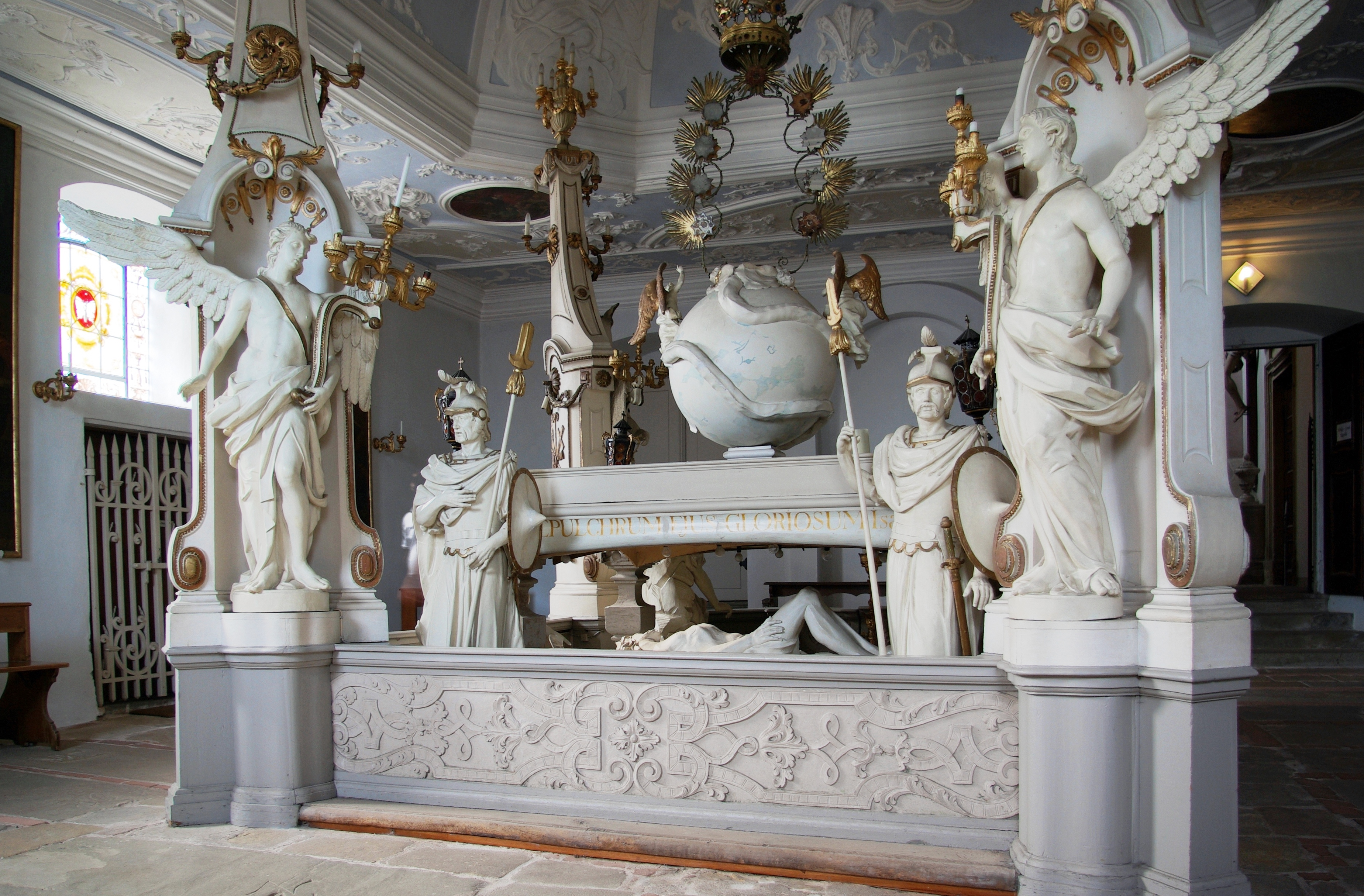
Heilig-Grab-Kapelle: Weltkugel mit Schlange
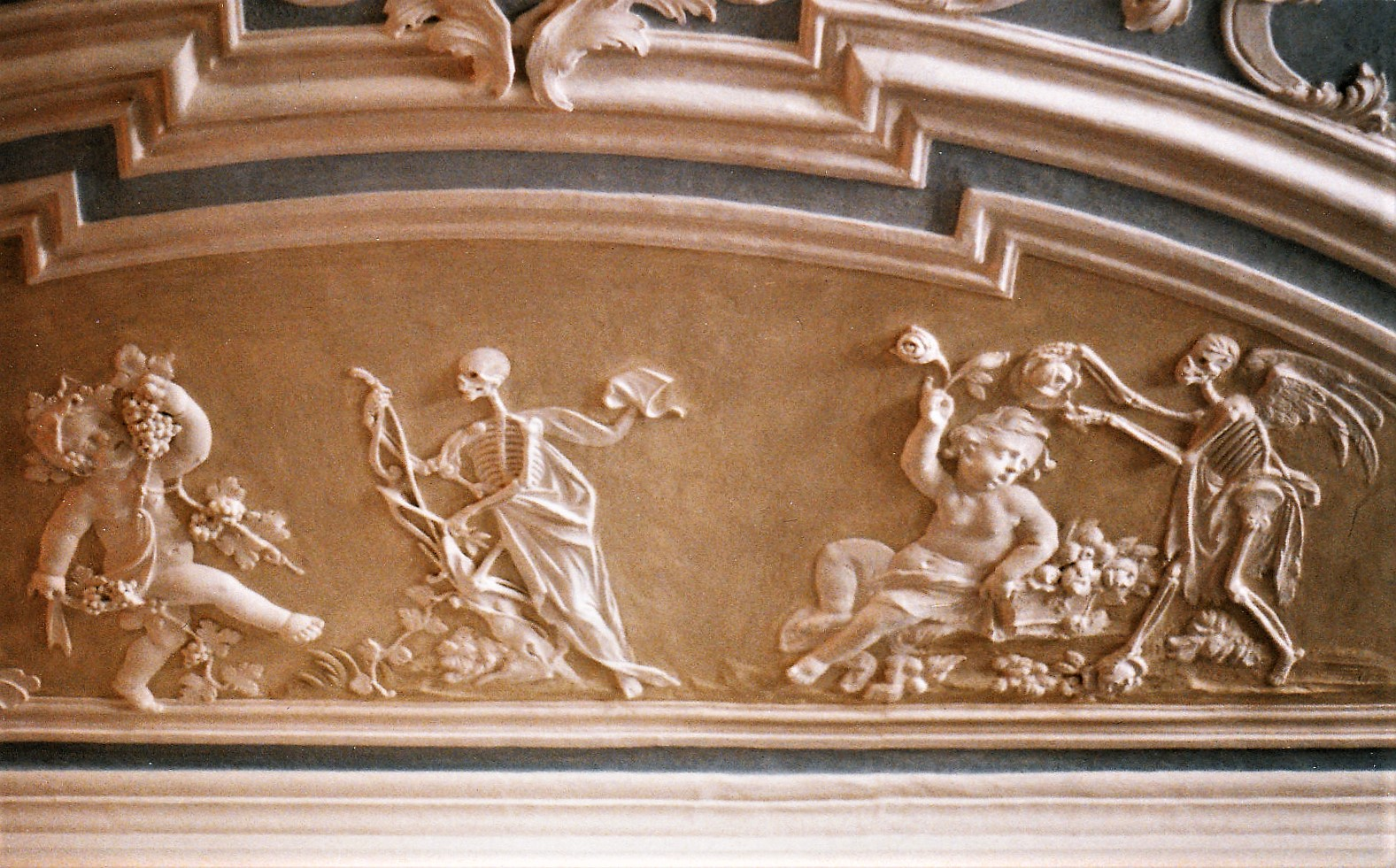
Stuckierter Totentanz an der Decke der Heilig-Grab-Kapelle
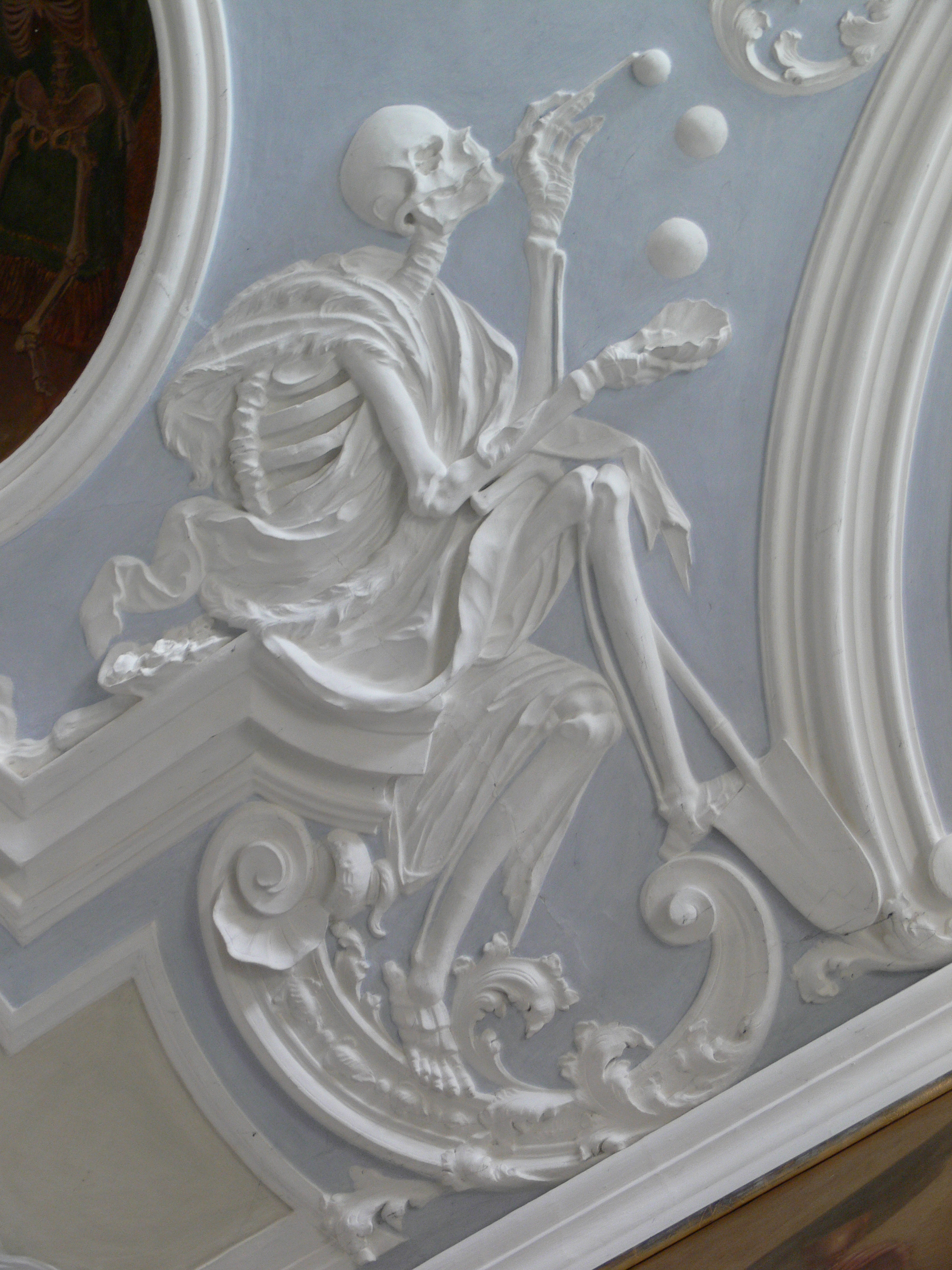
Tod als Seifenblasen-Mann (1730)

## Klostergebäude und -gärten
Die zwischen 1696 und 1712 nach Plänen von Johann Leonhard Dientzenhofer neu errichteten dreigeschossigen Abtei- und Konventsgebäude liegen nördlich der Michelskirche. Erwähnenswert sind im Haupt- oder auch Nordflügel das große Sommerrefektorium (der Speisesaal), die ehemalige Bibliothek, das so genannte Billardzimmer und die Abtskapelle. Im Ostflügel schließt sich an den Kreuzgang der Kapitelsaal an. Diese Gebäude werden heute als Seniorenheim genutzt.
Westlich der Michelskirche liegt der ehemalige Wirtschaftshof des Klosters mit der Torkapelle St. Oswald. Die drei Flügel entstanden um 1740; in die Planung griff 1742 auch Balthasar Neumann ein. In der ehemaligen Klosterbrauerei im Nordflügel ist ein Brauereimuseum eingerichtet.
Im Hof steht der von Johann Nikolaus Resch entworfene Merkurbrunnen.
Die im Norden und Nordosten der Anlage zur Regnitz abfallenden Terrassengärten wurden unter Abt Ludwig Dietz († 1759) und seinem Nachfolger Gallus Brockard († 1799) angelegt. Im südlichen Bereich des Klostergartens gibt es eine Orangerie.
1849 eröffnete Johannes Wildberger in den Klostergebäuden eine orthopädische Heilanstalt.
Der südwärtsabfallende Hang, welcher unter dem Namen Camerathen seit dem 12. Jahrhundert als Weinberg bekannt war, wurde zur Landesgartenschau 2012 als Weinberg rekultiviert. Der dort wachsende Silvaner sowie die Edelbrände und Liköre aus Früchten des Klostergartens werden unter der Marke „Bamberger Stiftsgarten“ vermarktet.

## Varia
Die Kriminalkomödie Pfarrer Braun – Braun unter Verdacht mit Ottfried Fischer in der Hauptrolle, erstmals ausgestrahlt von der ARD am 12. April 2007, spielt zu großen Teilen auf dem Michelsberg, der auch immer wieder in Luftaufnahmen gezeigt wird.

Außenansichten
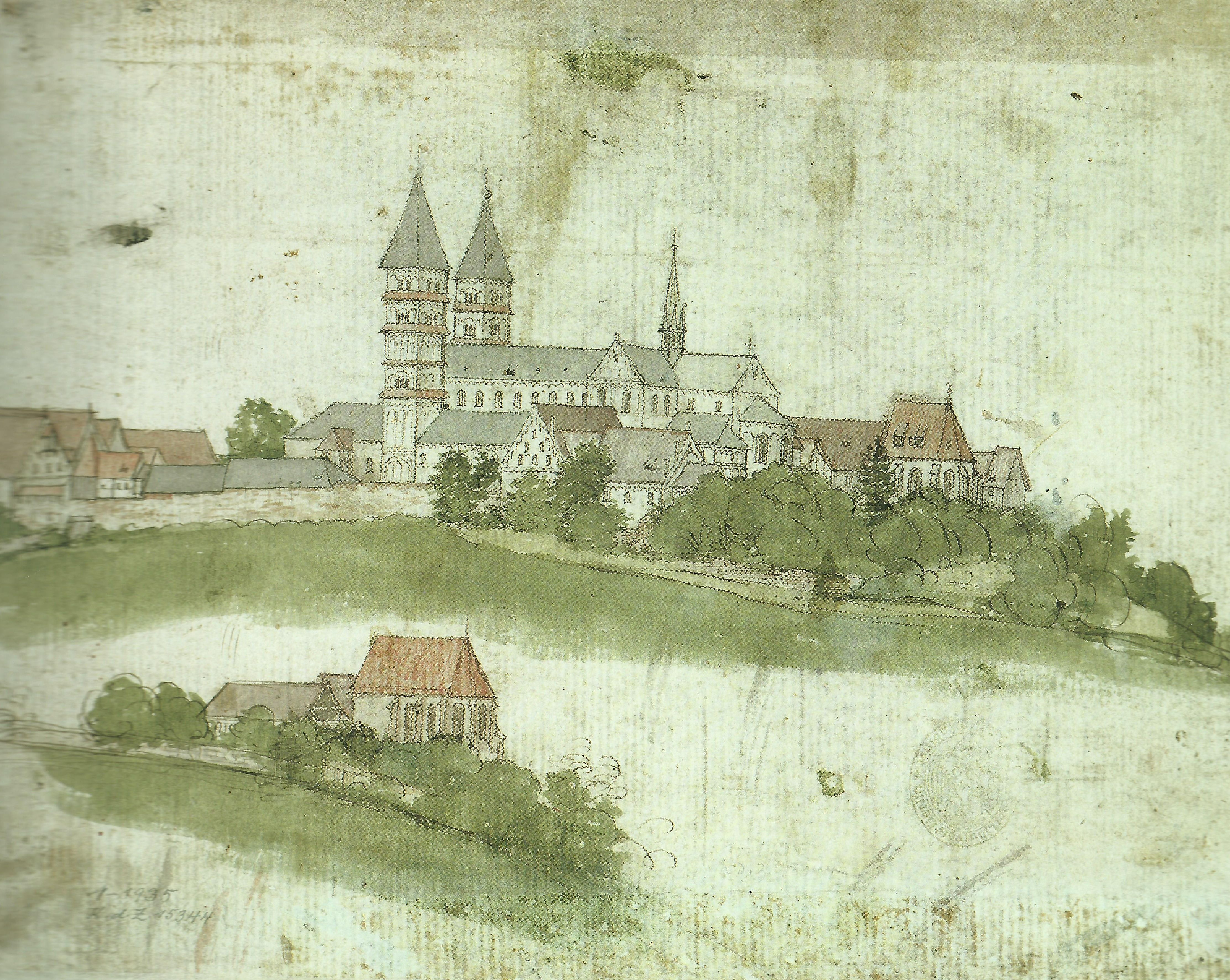
Wolfgang Katzheimer: Klosteranlage, Federzeichnung um 1480/85 (Stiftung Preußischer Kulturbesitz)
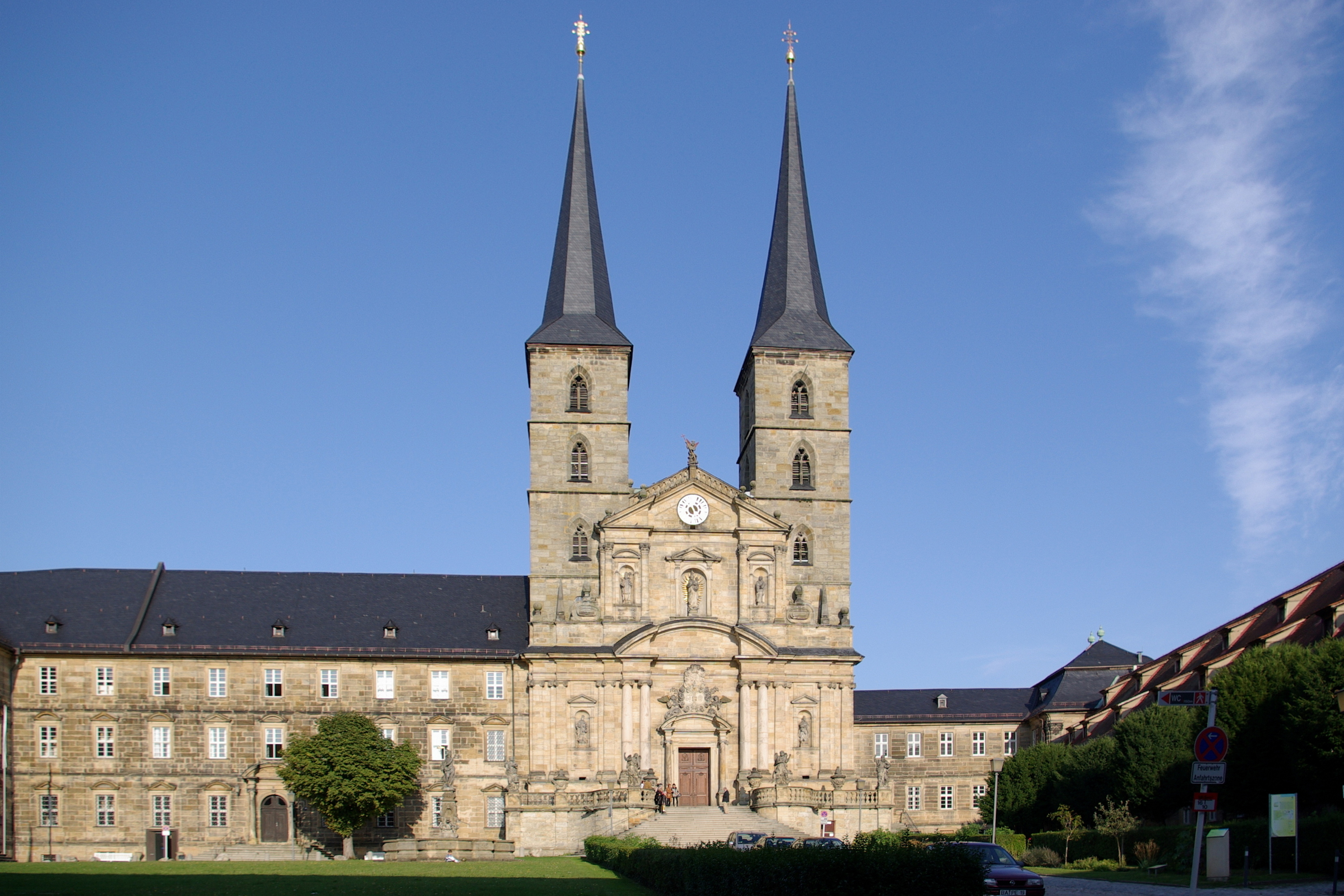
Außenansicht
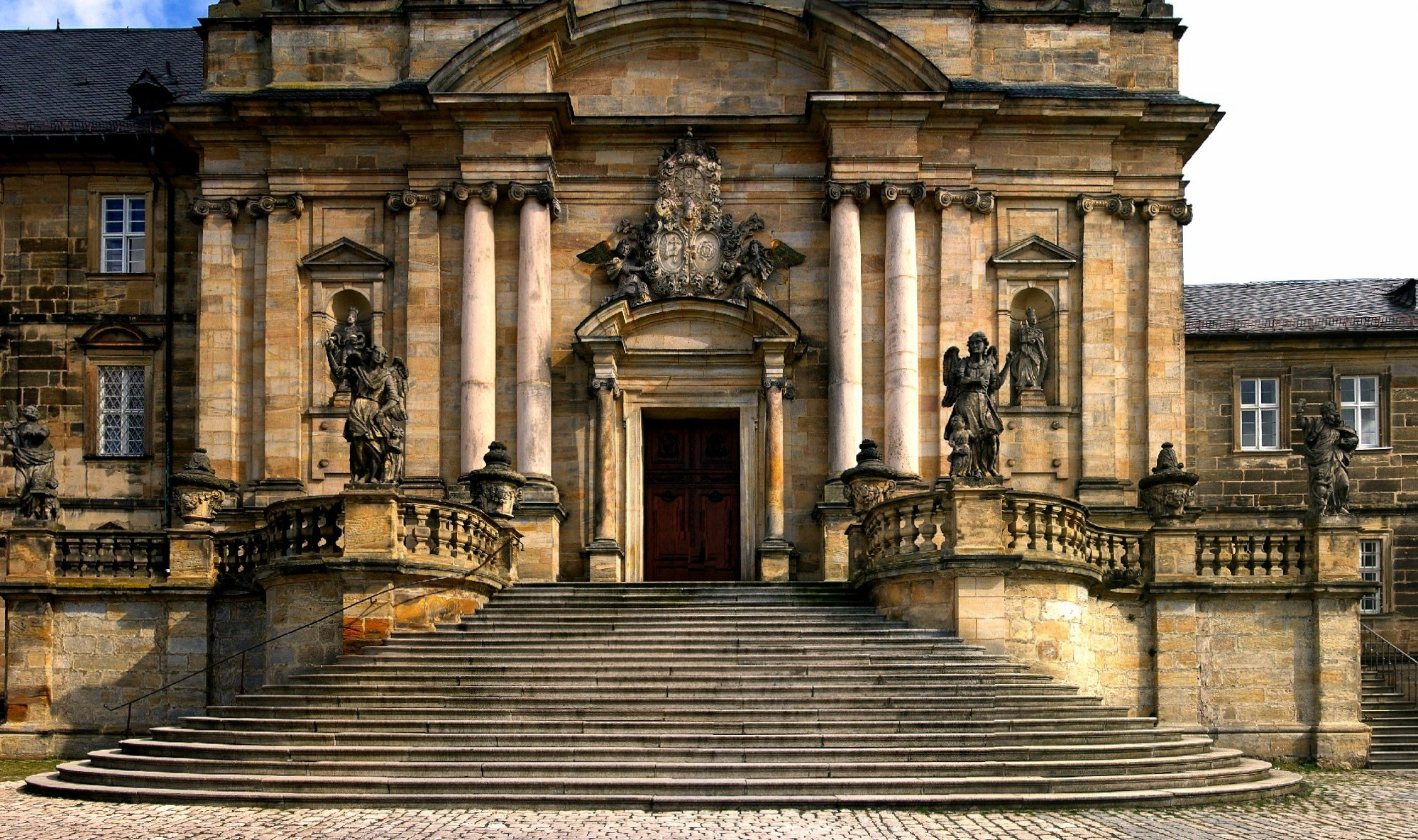
Hauptportal der Klosterkirche
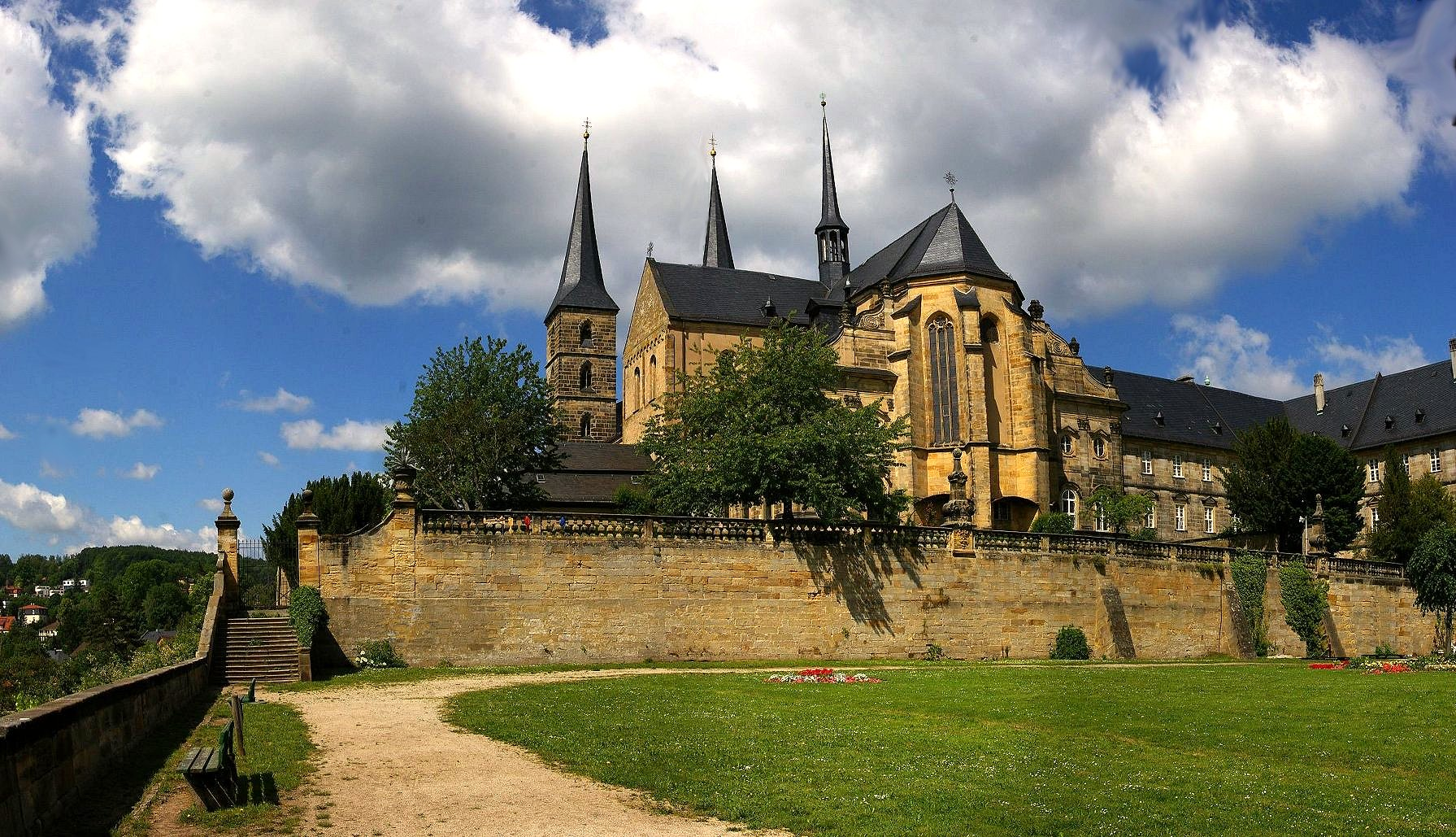
Rückseite der Klosterkirche und Park
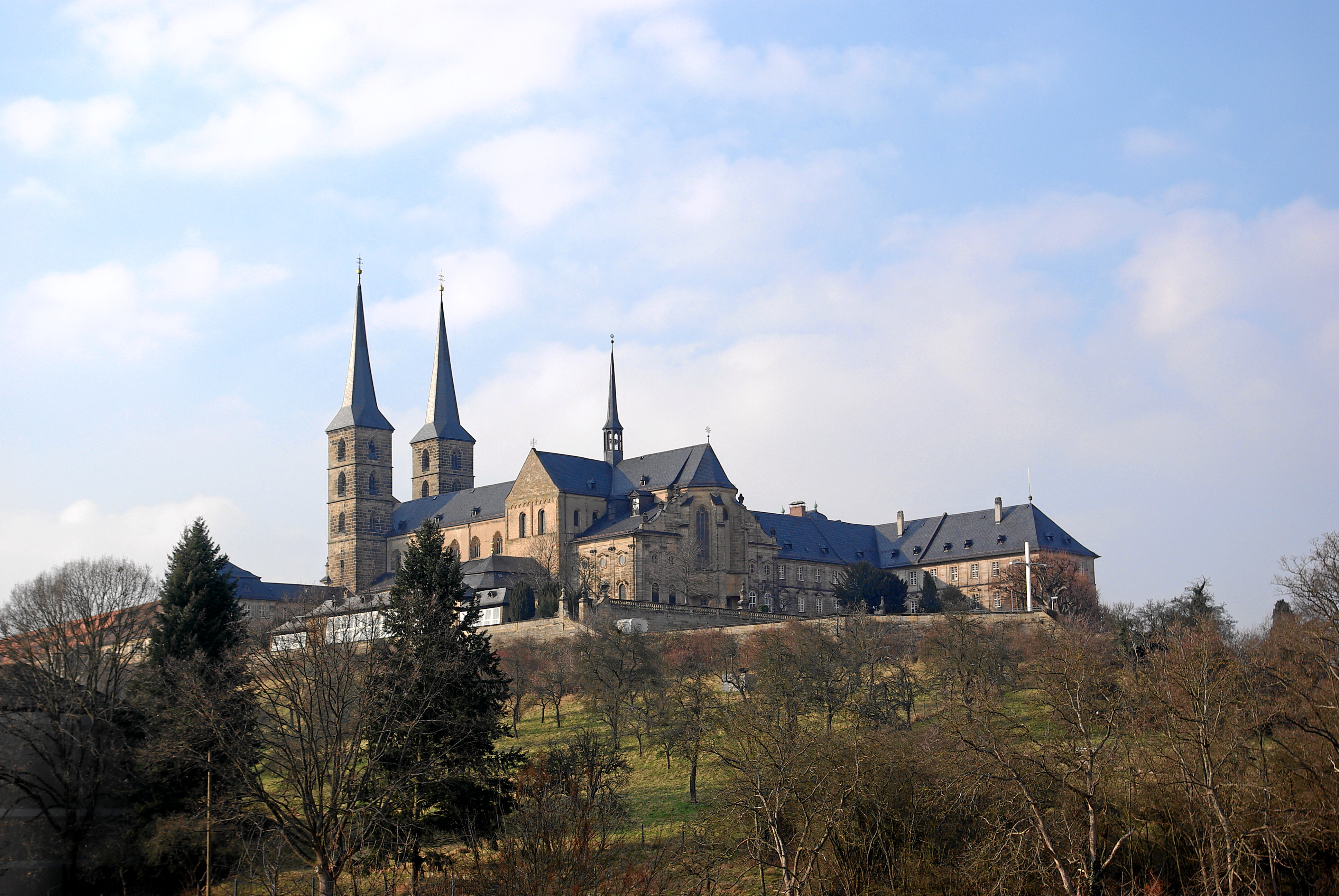
Kloster Michaelsberg vom Rosengarten her gesehen
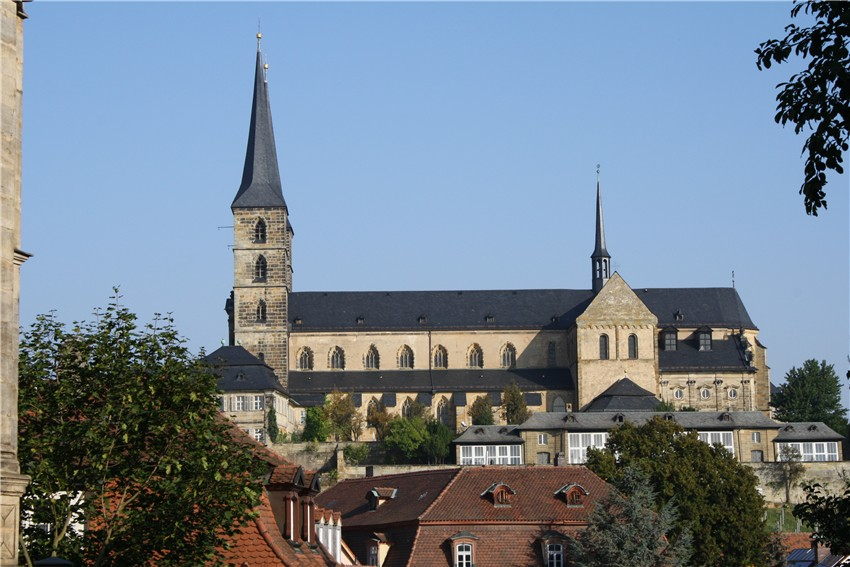
Kloster Michaelsberg von St. Jakob aus gesehen